# Jegum Ferieland
Jegum Ferieland er et fritidsområde fra 1978, og der er masser af plads omkring de ca. 750 fritidshuse. Legepladsen ved Centerbygningen står til fri afbenyttelse. Her er der mulighed for at iagttage fugle og dyrevildt, der har gode betingelser i Jegum området.
Der er anlagt omkring 11 km naturstier i området, hvor der er mulighed for løb, vandre eller cykelture. Langs stierne er der stillet bænke op, hvor man kan sidde og nyde naturen.
Prøv engang en lille udflugt til det nordvestlige hjørne af Jegum. Her finder man et stykke uspoleret natur ved Søvig Bæk.
Området er præget af ro, og den stille natur smyger sig tæt ind på en.
Jegum Ferieland ligger midt i et af Danmarks største rekreative områder, hvorfra der er 10-12 km til gode badestrande. Den nærmeste strand er Børsmose, hvor der kan køres med bil helt ned på strandbredden. Med Jegum som centrum kan man vælge Skallingen, Blåvand, Vejers, Grærup eller Henne Strand efter ønske og behov.
Fra Jegum er der 5 km til svømmehal med sauna i Oksbøl. Der er 60 km til Legoland, og med 30 km til Esbjerg samt 15 km til Varde hvor der er muligheder for andre aktiviteter og oplevelser.
Se også Jegum Station
|  | Denne artikel om en bygning eller et bygningsværk kan blive bedre, hvis der indsættes et (bedre) billede. Du kan hjælpe ved at afsøge Wikimedia Commons for et passende billede eller lægge et op på Wikimedia Commons med en af de tilladte licenser og indsætte det i artiklen. |

55°40′10″N 8°18′57″Ø / 55.6695°N 8.3157°Ø